# Selección de fútbol sala de Eslovenia
La selección de fútbol sala de Eslovenia es el equipo que representa al país en la Copa Mundial de fútbol sala de la FIFA, en la Eurocopa de fútbol sala y en otros torneos de la especialidad; y es controlado por la Asociación de Fútbol de Eslovenia.

## Estadísticas

### Copa Mundial de Futsal FIFA
| Copa Mundial de fútbol sala de la FIFA | Copa Mundial de fútbol sala de la FIFA | Copa Mundial de fútbol sala de la FIFA | Copa Mundial de fútbol sala de la FIFA | Copa Mundial de fútbol sala de la FIFA | Copa Mundial de fútbol sala de la FIFA | Copa Mundial de fútbol sala de la FIFA | Copa Mundial de fútbol sala de la FIFA |
| Año                                    | Ronda                                  | J                                      | G                                      | E                                      | P                                      | GF                                     | GC                                     |
| -------------------------------------- | -------------------------------------- | -------------------------------------- | -------------------------------------- | -------------------------------------- | -------------------------------------- | -------------------------------------- | -------------------------------------- |
| 1989                                   | Parte de Yugoslavia                    | Parte de Yugoslavia                    | Parte de Yugoslavia                    | Parte de Yugoslavia                    | Parte de Yugoslavia                    | Parte de Yugoslavia                    | Parte de Yugoslavia                    |
| 1992                                   | No participó                           | No participó                           | No participó                           | No participó                           | No participó                           | No participó                           | No participó                           |
| 1996                                   | No clasificó                           | No clasificó                           | No clasificó                           | No clasificó                           | No clasificó                           | No clasificó                           | No clasificó                           |
| 2000                                   | No clasificó                           | No clasificó                           | No clasificó                           | No clasificó                           | No clasificó                           | No clasificó                           | No clasificó                           |
| 2004                                   | No clasificó                           | No clasificó                           | No clasificó                           | No clasificó                           | No clasificó                           | No clasificó                           | No clasificó                           |
| 2008                                   | No clasificó                           | No clasificó                           | No clasificó                           | No clasificó                           | No clasificó                           | No clasificó                           | No clasificó                           |
| 2012                                   | No clasificó                           | No clasificó                           | No clasificó                           | No clasificó                           | No clasificó                           | No clasificó                           | No clasificó                           |
| 2016                                   | No clasificó                           | No clasificó                           | No clasificó                           | No clasificó                           | No clasificó                           | No clasificó                           | No clasificó                           |
| 2021                                   | No clasificó                           | No clasificó                           | No clasificó                           | No clasificó                           | No clasificó                           | No clasificó                           | No clasificó                           |
| Total                                  | 0/9                                    | -                                      | -                                      | -                                      | -                                      | -                                      | -                                      |

### Eurocopa de Fútbol Sala
| Eurocopa de Fútbol Sala | Eurocopa de Fútbol Sala | Eurocopa de Fútbol Sala | Eurocopa de Fútbol Sala | Eurocopa de Fútbol Sala | Eurocopa de Fútbol Sala | Eurocopa de Fútbol Sala | Eurocopa de Fútbol Sala |
| Año                     | Ronda                   | J                       | G                       | E                       | P                       | GF                      | GC                      |
| ----------------------- | ----------------------- | ----------------------- | ----------------------- | ----------------------- | ----------------------- | ----------------------- | ----------------------- |
| 1996                    | No clasificó            | No clasificó            | No clasificó            | No clasificó            | No clasificó            | No clasificó            | No clasificó            |
| 1999                    | No clasificó            | No clasificó            | No clasificó            | No clasificó            | No clasificó            | No clasificó            | No clasificó            |
| 2001                    | No clasificó            | No clasificó            | No clasificó            | No clasificó            | No clasificó            | No clasificó            | No clasificó            |
| 2003                    | Fase de grupos          | 3                       | 0                       | 0                       | 3                       | 7                       | 14                      |
| 2005                    | No clasificó            | No clasificó            | No clasificó            | No clasificó            | No clasificó            | No clasificó            | No clasificó            |
| 2007                    | No clasificó            | No clasificó            | No clasificó            | No clasificó            | No clasificó            | No clasificó            | No clasificó            |
| 2010                    | Fase de grupos          | 2                       | 0                       | 0                       | 2                       | 1                       | 7                       |
| 2012                    | Fase de grupos          | 2                       | 0                       | 0                       | 2                       | 5                       | 10                      |
| 2014                    | Cuartos de final        | 3                       | 1                       | 0                       | 2                       | 9                       | 13                      |
| 2016                    | Fase de grupos          | 2                       | 0                       | 0                       | 2                       | 3                       | 11                      |
| 2018                    | Cuartos de final        | 3                       | 1                       | 1                       | 1                       | 4                       | 5                       |
| 2022                    | Fase de grupos          | 3                       | 0                       | 2                       | 1                       | 7                       | 8                       |
| Total                   | 7/12                    | 18                      | 2                       | 3                       | 13                      | 36                      | 68                      |

### Grand Prix de Futsal
| Grand Prix de Futsal | Grand Prix de Futsal | Grand Prix de Futsal | Grand Prix de Futsal | Grand Prix de Futsal | Grand Prix de Futsal | Grand Prix de Futsal | Grand Prix de Futsal |
| Año                  | Ronda                | J                    | G                    | E                    | P                    | GF                   | GC                   |
| -------------------- | -------------------- | -------------------- | -------------------- | -------------------- | -------------------- | -------------------- | -------------------- |
| 2005                 | No participó         | No participó         | No participó         | No participó         | No participó         | No participó         | No participó         |
| 2006                 | No participó         | No participó         | No participó         | No participó         | No participó         | No participó         | No participó         |
| 2007                 | 6º Lugar             | 6                    | 1                    | 3                    | 2                    | 13                   | 16                   |
| 2008                 | No participó         | No participó         | No participó         | No participó         | No participó         | No participó         | No participó         |
| 2009                 | No participó         | No participó         | No participó         | No participó         | No participó         | No participó         | No participó         |
| 2010                 | No participó         | No participó         | No participó         | No participó         | No participó         | No participó         | No participó         |
| 2011                 | No participó         | No participó         | No participó         | No participó         | No participó         | No participó         | No participó         |
| 2013                 | No participó         | No participó         | No participó         | No participó         | No participó         | No participó         | No participó         |
| 2014                 | No participó         | No participó         | No participó         | No participó         | No participó         | No participó         | No participó         |
| 2015                 | No participó         | No participó         | No participó         | No participó         | No participó         | No participó         | No participó         |
| 2016                 | Por disputarse       | –                    | –                    | –                    | –                    | –                    | –                    |
| Total                | 1/11                 | 6                    | 1                    | 3                    | 2                    | 13                   | 16                   |

### Copa del Mediterráneo
| Copa del Mediterráneo de Futsal | Copa del Mediterráneo de Futsal | Copa del Mediterráneo de Futsal | Copa del Mediterráneo de Futsal | Copa del Mediterráneo de Futsal | Copa del Mediterráneo de Futsal | Copa del Mediterráneo de Futsal | Copa del Mediterráneo de Futsal | Copa del Mediterráneo de Futsal |
| Año                             | Ronda                           | J                               | G                               | E                               | P                               | GF                              | GC                              |                                 |
| ------------------------------- | ------------------------------- | ------------------------------- | ------------------------------- | ------------------------------- | ------------------------------- | ------------------------------- | ------------------------------- | ------------------------------- |
| 2010                            | 3º Lugar                        | 6                               | 5                               | 0                               | 1                               | 32                              | 12                              |                                 |
| Total                           | 1/1                             | 6                               | 5                               | 0                               | 1                               | 32                              | 12                              |                                 |